# أنطوان لوفيفر
أنطوان لوفيفر هو سياسي فرنسي، ولد في 18 فبراير 1966 في دوسلدورف في ألمانيا. نشط حزبياً في الاتحاد من أجل حركة شعبية. وقد انتخب عضو مجلس الشيوخ الفرنسي ‏ وانتخب عضو مجلس جهوي ‏ وانتخب mayor of Laon ‏ (18 مارس 2001 – ).